# Oren
Oren (in ebraico: אֹרֶן) è un nome proprio di persona ebraico maschile.

## Varianti
- Femminili: אָרְנָה (Orna)[1]

## Origine e diffusione

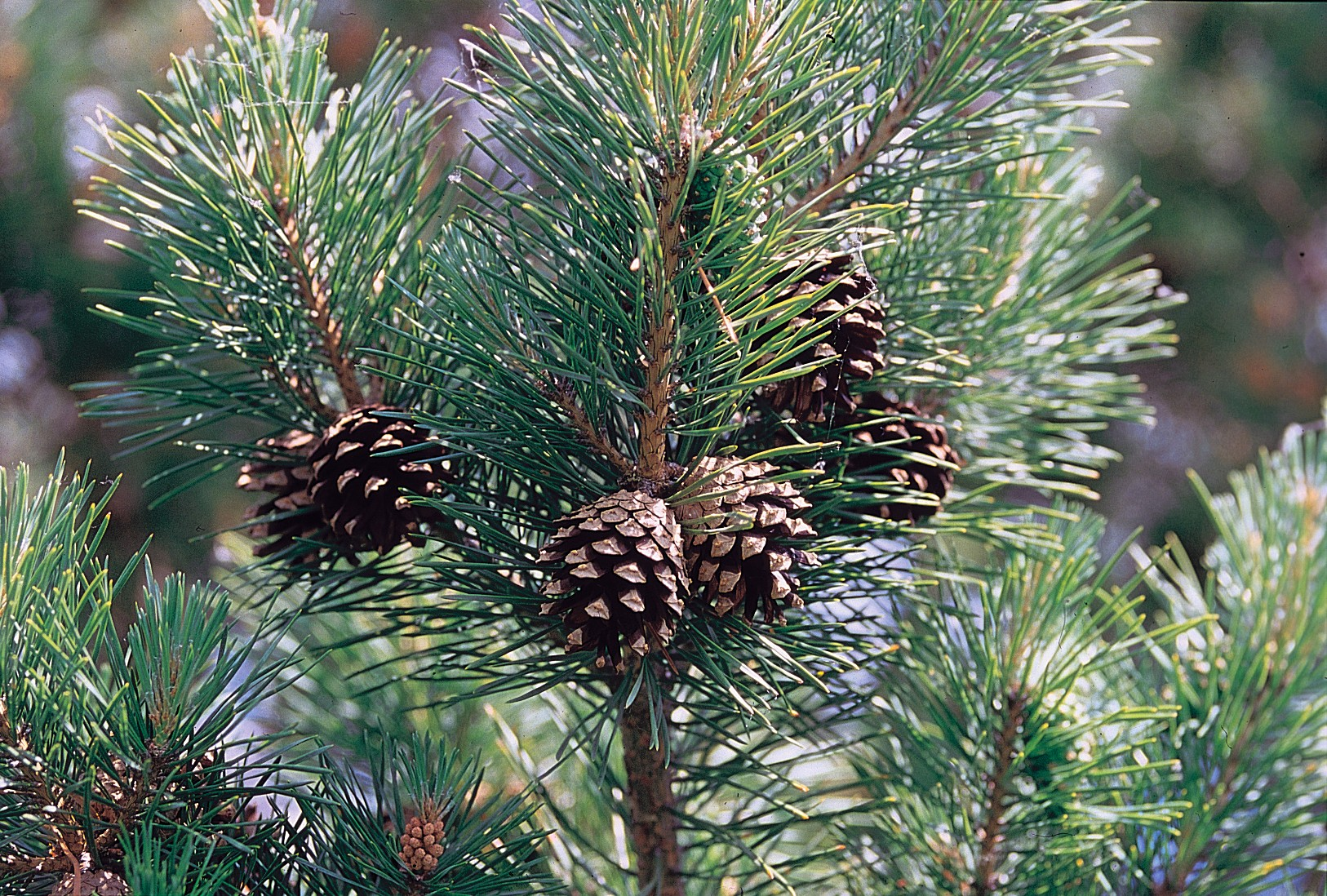
Ramo e pigne di pino silvestre

Vuol dire "[albero di] pino" in ebraico; fa quindi parte di quella gamma di nomi ispirati agli alberi, insieme con Olmo, Ilan, Ivo ed Eglė (quest'ultimo, in particolare, fa riferimento allo stesso albero).
Non va confuso con Oran, nome irlandese di origine differente, con il quale fra l'altro condivide la forma femminile, Orna.

## Onomastico
Il nome è adespota, cioè non è portato da alcun santo, pertanto l'onomastico ricade il 1º novembre, giorno di Ognissanti.

## Persone

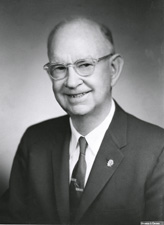
Oren E. Long

- Oren Aharoni, cestista e allenatore di pallacanestro israeliano
- Oren E. Long, politico statunitense
- Oren Moverman, sceneggiatore e regista israeliano
- Oren O'Neal, giocatore di football americano statunitense
- Oren Peli, produttore cinematografico, sceneggiatore, regista, direttore della fotografia e montatore israeliano